# Niels-Bohr-Medaille der UNESCO
Die Niels-Bohr-Medaille der UNESCO wurde erstmals 1985 zum Gedenken an den 100. Geburtstag des dänischen Physikers Niels Bohr geprägt. Die UNESCO verleiht die Medaille an diejenigen, deren Forschung außerordentliche Beiträge zur Physik geleistet hat.

## Medaille
Die Medaille wurde von dem schwedischen Künstler Siv Holme entworfen und von der Pariser Münze in Gold, Silber und Bronze geprägt. Auf der Vorderseite ist Niels Bohr, der Nobelpreisträger aus dem Jahr 1922, sechsmal im Teilprofil wiederholt. Die Rückseite zeigt eine Zeichnung des Bohrschen Atommodells sowie die zugehörige Formel {\displaystyle E_{2}-E_{1}=h\nu _{2}} und die Unterschrift des Wissenschaftlers. Zudem ist rechts die Inschrift „Contraria sunt complementa“ (Gegensätze ergänzen sich) des Komplementaritätsprinzips aus der Quantenphysik eingraviert.

## Preisträger
1998
- Sivaramakrishna Chandrasekhar (Centre for Liquid Crystal Research, Bangalore, Indien)
- Vitaly Ginzburg (P.N. Lebedev Institut, Moskau, Russland)
- Walter Kohn (University of California, Sanata Barbara, USA)
- Alexander Polyakov (Princeton University, USA)

2005
- Martin Rees (Trinity College, Cambridge, Vereinigtes Königreich)
- Herwig Schopper (CERN, Schweiz)
- Peter Zoller (Universität Innsbruck)

2010
- John Pendry (Imperial College London, Vereinigtes Königreich)
- Timothy Berners-Lee (Massachusetts Institute of Technology, Cambridge [Ma], USA)
- Kip S. Thorne (California Institute of Technology, USA)

2013
- Alain Aspect (Frankreich)
- CERN (vertreten durch Rolf-Dieter Heuer, Schweiz)
- Jimmy Wales (USA)